# Sampleite
La sampleite è un minerale.